# Sjangeli

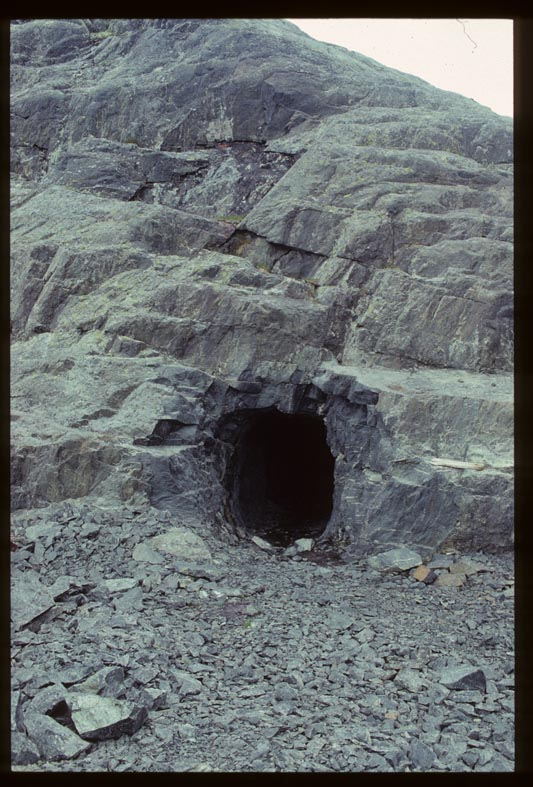
Sjangeli.

Sjangeli was een kopermijn aan het Skáŋgalanjávri-meer ten zuidwesten van Torneträsk in het noordoosten van Lapland, bij de grens met Noorwegen. Aan het einde van de 17e eeuw werd er koper gewonnen. De mijnbouw duurde tot 1840. De mijngaten zijn nu omheind, omdat ze gevuld zijn met water. Sjangeli ligt ongeveer vier kilometer van de Unna Allakas-hutten en drie kilometer van de Noorse grens.